# Kerkhof van Ecques

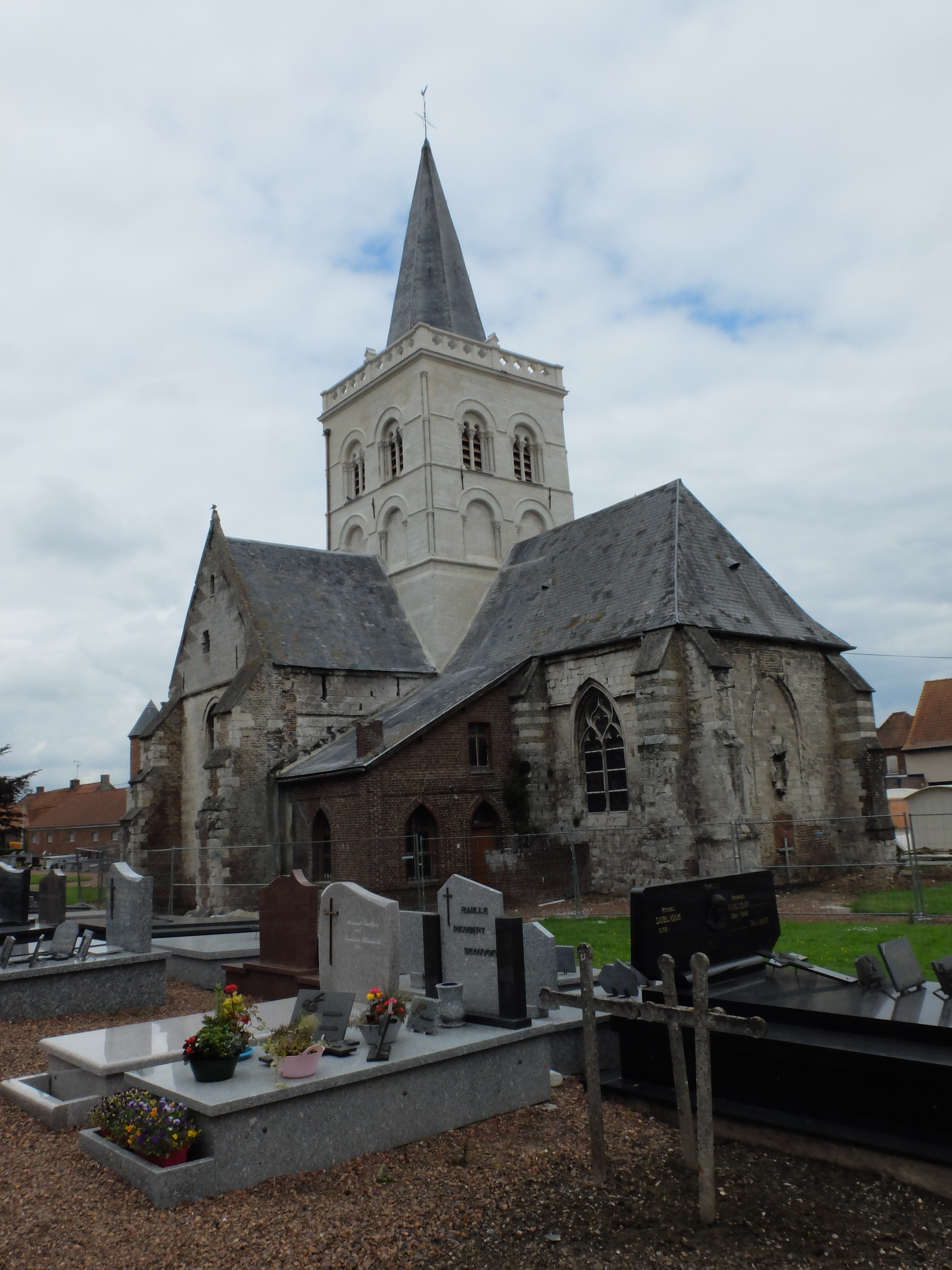
Église Saint-Nicolas met kerkhof

Het Kerkhof van Ecques is een gemeentelijke begraafplaats in de Franse gemeente Ecques in het departement Pas-de-Calais. Het kerkhof bevindt zich in het dorpscentrum rond de Église Saint-Nicolas.

## Britse oorlogsgraven
Op het kerkhof bevinden zich drie Britse oorlogsgraven uit de Tweede Wereldoorlog. De drie graven zijn geïdentificeerd en worden onderhouden door de Commonwealth War Graves Commission, die de begraafplaats heeft ingeschreven als Ecques Churchyard.